# Angelo Cino
Angelo Cino o Cini (Bevagna, ?-Pisa, 21 de junio de 1412) fue un eclesiástico italiano. 
Doctorado en cánones y reputado como excelente jurista, en 1385 fue nombrado obispo de Recanati y colector apostólico en la Marca de Ancona, y cuatro años después, administrador de la diócesis de Macerata. 
Gregorio XII le creó cardenal en el consistorio celebrado en septiembre de 1408, recibiendo el título de S. Stefano al Monte Celio. 
Falleció cuatro años después en Pisa, siendo sepultado en la Catedral de Recanati.